# Orlando Mohorović
Orlando Mohorović (Albona, 7 marzo 1950 – Portalbona, 19 novembre 2018) è stato un performance artist croato.

## Biografia
Nel 1969 Orlando Mohorović lascia la Croazia per stabilirsi a Düsseldorf dove incontra Joseph Beuys. La commissione esaminatrice “Arte Libera” presso l'Accademia di belle arti di Düsseldorf lo accetta come studente nella classe del prof. Beuys. Orlando Mohorović ha studiato pittura e scultura dal 1970 al 1974. Proprio in quegli anni nascono i quadri del cosiddetto Nuovo Realismo, arte concettuale, le performance, abbozzi, piccoli disegni e acquarelli che saranno modelli per la sua futura produzione.
Nel 1970 espone per la prima volta a Düsseldorf nella stanza numero 20 e nel corridoio.
Mohorović, assieme a molti artisti tedeschi di grande spessore come Jörg Immendorff, Katharina Sieverding, Anslem Kiefer, Blinky Palermo, Sigmar Polke appartiene alla classe di studenti del professor Beuys.

## Borse di studio
- 1965-1969 – Borsa di studio della città di Albona – Scuola di arti applicate di Spalato
- 1970-1974 – Borsa di studio dell'Accademia di belle arti di Düsseldorf

## Mostre

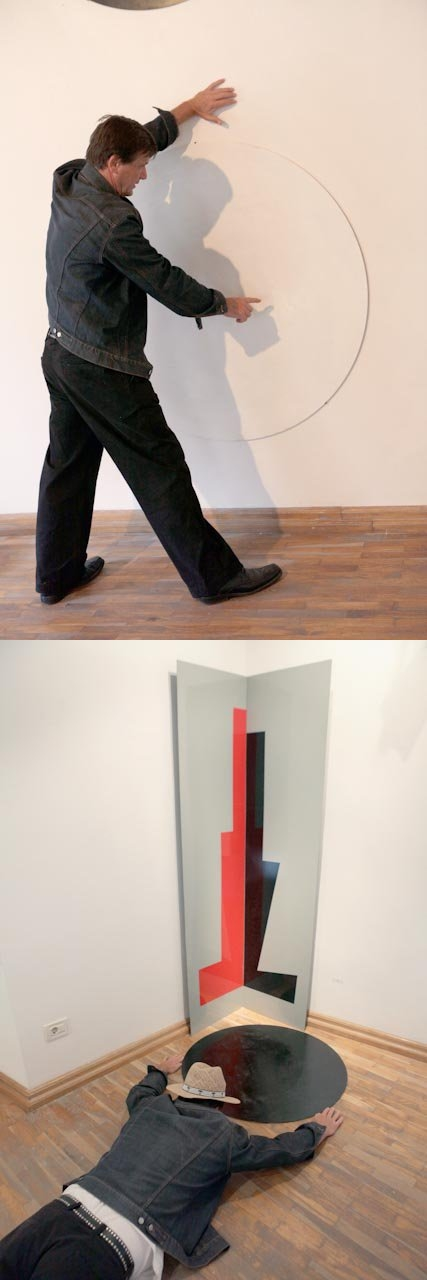
Latest Exhibition

- 1970 Düsseldorf Kunstakademie – stanza numero 20 e il corridoio
- 1972 Galleria Orlando di Albona, “Dedicato al passante occasionale Nino Batela”
- 1973 Düsseldorf Kunsthalle “Between 7 – Yes sir, that's my baby” e la London Gallery House - Goethe Institut London “ Some 260 miles from here…”
- 1974 Museo etnografico dell'Istria, Pisino
- 1977 Galleria Dubrava di Zagabria (arte concettuale)
- 1994 Biennale Croata dei quadri e delle sculture di piccole dimensioni, Spalato
- 2001 Triennale Croata dell'Acquarello, Karlovac
- 2001 Biennale internazionale dell'arte contemporanea, Firenze
- 2003 "XIV Biennale Internazionale Dantesca", Ravenna, su centrodantesco.it. URL consultato il 28 novembre 2014 (archiviato dall'url originale il 23 settembre 2015).
- 2006 Galleria Roman Petrovic, Sarajevo
- 2008 Pula "Museum of Contemporary Art" Netz installation
- 2010 Rijeka "Gallery Juraj Klović" O.Mohorović - A.Floričić
- 2010 Bad Kissingen, Bismarck Museum, O. Mohorovic - Takako Saito[2]
- 2011 New York "Gallery MC" Inter Imago
- 2012 New York "Gallery MC" Inter Imago Armory
- 2013 Venice, Biennial project - Palazzo degli Angeli[3]

## Premi
- 1967 e 1968 Il Premio per l'arte per i giovani artisti, Spalato
- 1972 e 1975 Grisia, Rovigno
- 1983 Extempore 83, Abbazia

## Collezioni
Museo patrio, Pinguente; Museo popolare, Albona; Collezione civica d'arte, Pola; Municipio, Albona; Università popolare Fratelli Stamenković, Belgrado; Museo civico, Pisino; Collezione d'arte Slava Raškaj, Ozalj; Collezione d'arte presso il Centro Dantesco, Ravenna.